# Nasser Givehchi
Nasser Givehchi (in persiano ناصر گیوه چی‎; Teheran, 12 novembre 1932 – Teheran, 15 maggio 2017) è stato un lottatore iraniano, specializzato nella lotta libera.

## Palmarès

### Olimpiadi
- Argento a Helsinki 1952 nei pesi piuma.

### Mondiali
- Bronzo a Tokyo 1952 nei pesi piuma.